# Sanaa regalis
Sanaa regalis är en insektsart som först beskrevs av Brunner von Wattenwyl 1895.  Sanaa regalis ingår i släktet Sanaa och familjen vårtbitare. Inga underarter finns listade i Catalogue of Life.